# Enòmau (gladiador)
Enòmau (llatí: Oenomaus) era un gladiador gal, de l'escola gladiadors de Lèntul Batiat a Càpua. Juntament amb el traci Espàrtac i el gal Crix, Enòmau es va convertir en un dels líders dels esclaus rebels durant la Tercera Guerra Servil (73 aC-71 aC), però va morir d'hora en la guerra.
Enòmau va estar implicat en un dels primers èxits de l'exèrcit d'esclaus, la derrota de l'exèrcit del pretor Gai Claudi Glabre, que havia tractat de posar lloc a l'exèrcit d'esclaus prop del Vesuvi.
Enòmau va caure en la batalla encara abans que el seu col·lega, Crix, possiblement durant l'hivern de 73 aC - 72 aC, quan l'exèrcit d'esclaus saquejava ciutats del sud d'Itàlia.

## A la cultura popular
- Enomau apareix com a personatge a l'àlbum Jeff Wayne's Musical Version of Spartacus.
- Representat com un númide, és interpretat per Peter Mensah a la sèrie de televisió de Starz Spartacus: Blood and Sand[3] i a la seva preqüela Spartacus: Gods of the Arena.
- Oenomaus és el nom d'un gladiador-esclau en el joc d'estratègia futurista Warhammer 40.000. Com l'històric Enomau, és un líder que organitza un alçament, mor significativament abans que acabi l'aixecament i no és el líder general de l'aixecament.[4]